# Steinweg 51 (Quedlinburg)

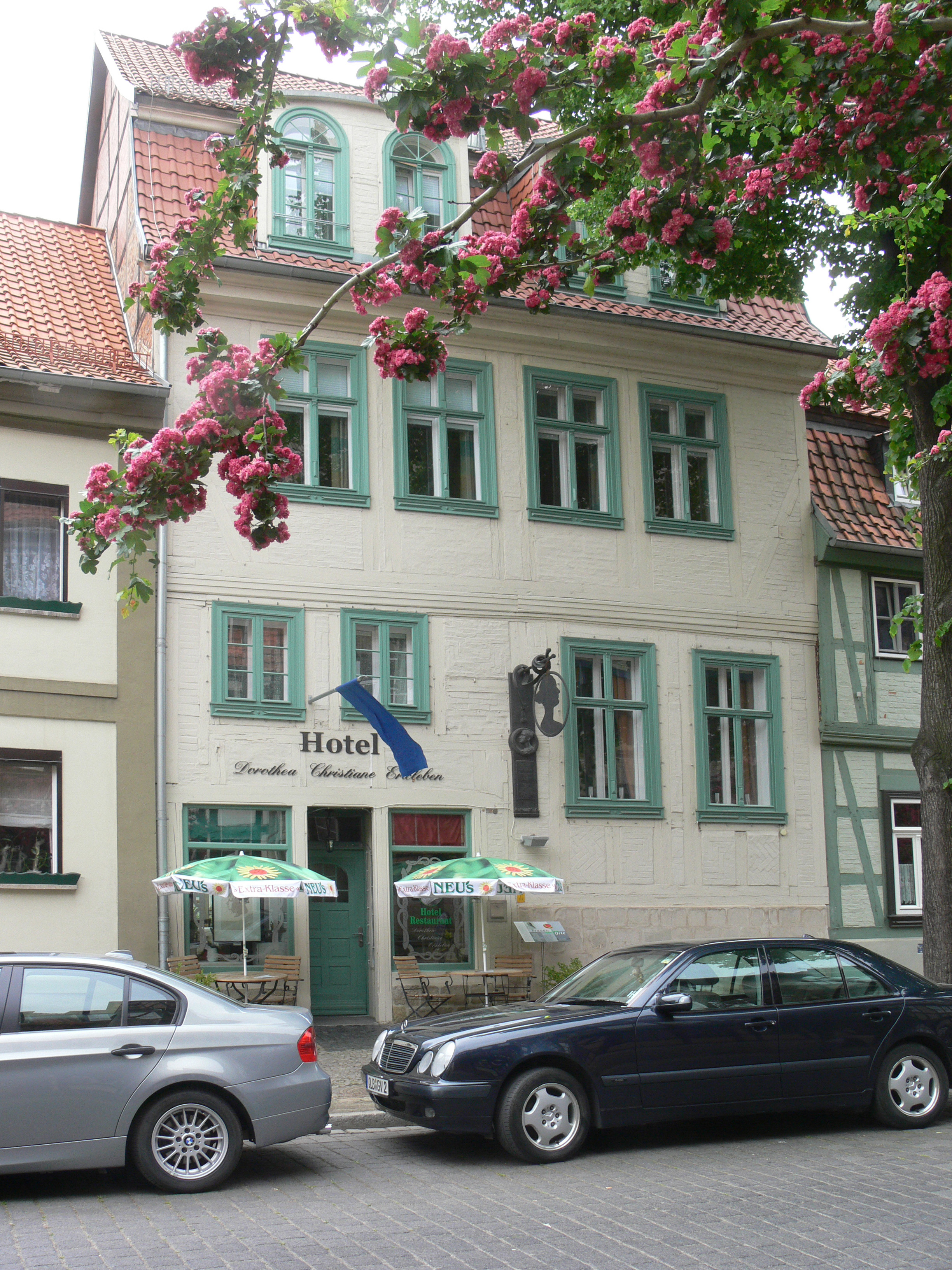
Steinweg 51

Das Haus Steinweg 51 ist ein denkmalgeschütztes Gebäude in der Stadt Quedlinburg in Sachsen-Anhalt.

## Lage
Das Haus in der historischen Quedlinburger Neustadt gehört zum UNESCO-Weltkulturerbe. In dem Haus befindet sich das Garni-Hotel „Dorothea Christiane Erxleben“.

## Architektur und Geschichte
Das schlichte zweigeschossige Fachwerkhaus entstand im Jahr 1705. 1715 wurde in dem Haus Dorothea Christiane Erxleben, die erste deutsche Ärztin, geboren. Auf diesen Umstand geht die heutige Benennung des Hotels zurück. Um 1780 erfolgte ein Umbau des Gebäudes im Stil des Spätbarock. Andere Angaben stufen die Umbauten als Neubau ein.
Das Haus wurde im 19. Jahrhundert, entsprechend dem damaligen Zeitgeschmack, überformt. 
1997 bestanden Pläne im Haus eine Gedenkstätte für Dorothea Christiane Erxleben einzurichten. Das heutzutage im Gebäude betriebene Hotel verfügt über 6 Doppelzimmer sowie eine Ferienwohnung.